# Pedro Lynce
Pedro Augusto Lynce de Abreu de Haría (Lisboa, São Sebastião da Pedreira, 6 de febrero de 1943) es un político portugués.

## Biografía
Hijo de Acácio Alberto de Abreu de Haría y de su mujer Maria Victoria Cabral de Vilhena de Sousa Lynce, sobrina nieta del 1.er conde de Valenças y bisnieta del 1.er vizconde de Monte Son.
Estudió en el Colegio Militar y es doctor en Agricultura.
Se casó con la ingeniera agrónoma Maria Rosette de la Veiga Camarate de Campos con la que tiene tres hijas y un hijo.
Ocupó el cargo de ministro de la Ciencia y Educación Superior en el XV Gobierno Constitucional entre 2002 y 2003 bajo el mandato de José Manuel Durão Barroso.

## Cargos gubernamentales ocupados
- XV Gobierno Constitucional
  - Ministro de la Ciencia y Enseñanza Superior